# Sender Königs Wusterhausen
Der Sender Königs Wusterhausen auf dem Funkerberg im Norden Königs Wusterhausens in Brandenburg war eine der ersten Sendeeinrichtungen in Deutschland. Der Sendebetrieb begann 1915 und dauerte bis Sommer 1995. Die noch vorhandenen technischen Anlagen sind neben weiteren Ausstellungsstücken in einem dort seit den 1990er Jahren eingerichteten Museum zu besichtigen.
Am 22. Dezember 1920 fand die erste Rundfunkübertragung der Deutschen Reichspost vom Sender Königs Wusterhausen mit einem Weihnachtskonzert statt. Der Funkerberg gilt daher als die Geburtsstätte des öffentlichen Rundfunks in Deutschland.

## Vom Funkbeginn im Jahr 1908 bis 1932
1908 erfolgten erste Funkversuche mit fahrbaren Funkstationen vom Windmühlenberg, dem späteren Funkerberg.
1916 ging der Sender Königs Wusterhausen als militärische Funkstelle mit dem Rufzeichen LP (nach dem ersten Stationsführer Rittmeister von Lepel) mit vier Lichtbogensendern in Betrieb und gehörte bis zum Ende des Ersten Weltkrieges dem Heer.
1917 unternahm Dr. Hans Bredow mit Dr. Alexander Meißner und Egbert von Lepel erste Versuche mit Röhrensendern und Rückkopplungsempfängern an der Westfront.

### Zivile Nutzung
Am 27. September 1919 wurde die Deutsche Reichspost Eigentümer der Sendeanlage, die sie für das Haupttelegrafenamt Berlin, Oranienburger Straße 73–76 in den Folgejahren ausbaute. Mit vier Sendern wurde die Anlage jetzt als Hauptfunkstelle des drahtlosen Telegramm-Dienstes genutzt. Sie diente sowohl dem Inlands- wie auch Auslandsverkehr. Letzterer umfasste neben Italien und Österreich, die Staaten Nordost-, Ost- und Südosteuropas. Die Rufzeichen der Sender lauteten nun AFL bis AFT sowie AFV, AFW und AFY.
Am 22. Dezember 1920 fand die erste Rundfunkübertragung der Deutschen Reichspost vom Sender Königs Wusterhausen mit einem Weihnachtskonzert statt. Postbeamte spielten auf mitgebrachten Instrumenten, sangen Lieder und trugen Gedichte vor. Der Funkerberg gilt daher als die Geburtsstätte des öffentlichen Rundfunks in Deutschland. Bis zum Aufkommen des Fernsehens war der Ausdruck „Rundfunk“ identisch mit Hörfunk (zeitweilig auch „Hör-Rundfunk“ bzw. „Ton-Rundfunk“ genannt).
Neben dem Telegramm-Dienst sendete die Hauptfunkstelle über ihre Antennen mehrmals täglich Wetterberichte für alle Flughäfen und Funkstellen des Flugsicherungsdienstes im Deutschen Reich. Außerdem verbreitete sie weitere Funksonderdienste: den Presserundfunk (Innerdeutscher Presserundspruch) an abonnierende Zeitungsredaktionen und den Drahtlosen Wirtschafts-Rundspruchdienst für Wirtschaftsnachrichten. Im Jahr 1922 startete der Wirtschaftsrundfunkdienst mit Mitteilungen über die Märkte, Preisentwicklungen, Devisen- und Effekten-Kurse an Bank- und Geschäftshäuser, Großbetriebe, Genossenschaften des Ein- und Verkaufs landwirtschaftlicher Produkte usw., die vom Eildienst für amtliche und private Handelsnachrichten (Eildienst) zur Verfügung gestellt wurden.

### Hauptfunkempfangsstelle Zehlendorf
Die für Königs Wusterhausen dienende Hauptfunkempfangsstelle befand sich im südwestlichen (1920 eingemeindeten) Berliner Ortsteil Zehlendorf an der Wannseebahn. Beide waren über Telegraphie- bzw. Telephonie-Leitungen mit dem Hauptelegraphenamt in Berlin verbunden, wie auch die Großfunkstellen Eilvese und Nauen (einschließlich der Nauener Empfangsstelle in Geltow). Letztere bedienten zusammen mit Königs Wusterhausen und Zehlendorf sowie den Küstenfunkstellen, den Auslands-Telegrammverkehr Deutschlands.
Damals nahmen in Zehlendorf in die vier Himmelsrichtungen ausgerichtete Rahmenantennen, getragen von 27 m hohen Holzmasten, die telegraphischen Signale auf. Sie wurden zur Vermeidung gegenseitiger Störungen über Goniometer-Schaltungen dann jeweils zu den 20 Audion-Geräten weitergeleitet, die auf acht Empfangshäuschen verteilt waren.

### Sonntagskonzerte
Die Reichspost unternahm erstmals ab Anfang 1920 von Königs Wusterhausen aus Sendeversuche zur Übertragung von Sprache und Musik (Drahtlos-Telephonie auf der Wellenlänge von 1300 m, und Rundfunk über die Wellenlängen 2525, 2900 und 4000 m.) Die ersten Rundfunksendungen waren das Weihnachtskonzert am 22. Dezember 1920 und das Osterkonzert am 23. März 1921. Regelmäßige Ausstrahlungen begannen mit den Sonntagskonzerten, die in Eigeninitiative der Postbeamten stattfanden, die dazu auf ihren privaten Instrumenten Musikstücke spielten.
Die Übertragung der Telephonie- und Rundfunksendungen Anfang 1920 geschahen noch mittels der Reichspost von der damaligen C. Lorenz AG zur Verfügung gestellten Lichtbogen-Sendetechnik, weil der Post anfänglich kein eigener Tonsender zur Verfügung stand. Da die Firma Lorenz bereits in ihrer Versuchsfunkstelle Eberswalde einen solchen Poulsenschen Lichtbogensender zur Übertragung von Sprache und Musik in Betrieb hatte, konnten die Technik betreuenden Lorenz-Ingenieure (u. a. Felix Gerth und Leo Pungs) hier ihre Erfahrungen aus Eberswalde weitergeben. Nachdem der private Empfang noch bis 1923 in Deutschland offiziell verboten war, öffneten sich am 29. Oktober 1923 die Wellen für den Rundfunk für Unterhaltung und Belehrung bzw. wie er später bezeichnet wurde: Unterhaltungsrundfunk.

### Erweiterung ab 1925

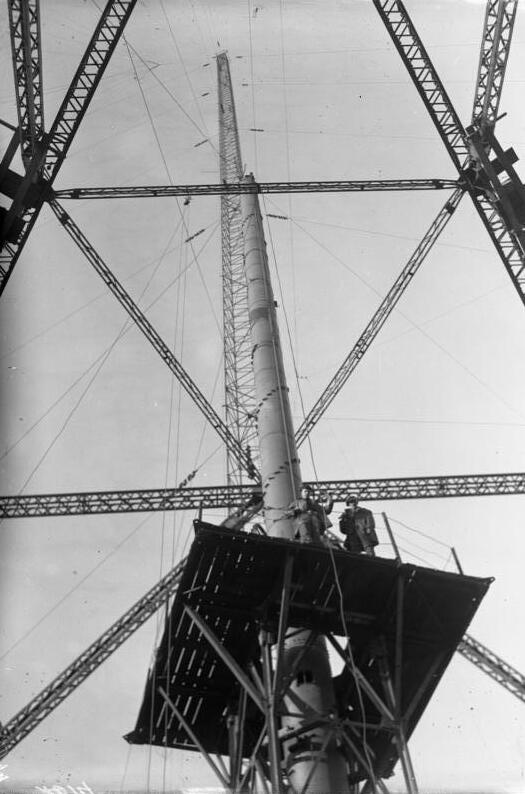
Bauarbeiten am Stahlfachwerkturm (1925)

1925 waren bereits 20 Sender verschiedener System teilweise gleichzeitig im Einsatz. Sowohl was die eigentliche Sendequelle (entweder Maschinen-, Lichtbogen- oder mit Elektronenröhren bestückte Röhrensender) betrifft als auch die Reichweite mit der entsprechenden Sendeleistung (von 0,2 bis 50 kW) war alles dabei. Zum Ende des Jahres begann aus Königs Wusterhausen der erste Deutschlandsender über einen 5-kW-Sender mit der Ausstrahlung eines Programms.
Zur Verstärkung der Gesamtsendeleistung, die bisher von Funkmasten in Höhen zwischen 100 (2 Masten) 150 m (5 Masten) und 7 Masten von 210 m abgestrahlt wurden, war für 1925 ein neuer wesentlich größerer Funkmast im Bau. Der 243 Meter hohe Mittelturm – ein freistehender Stahlfachwerkturm – von den Einheimischen liebevoll der „Dicke“ genannt.
Bald reichte der Platz auf dem Berg nicht mehr aus und die Reichspost ließ weitere Anlagen im etwa 5 km weiter südöstlich gelegenen Zeesen für den Deutschlandsender II mit 60 kW und den ersten Kurzwellensender errichten.
1926 erfolgte der Bau des dritten Sendehauses und die Inbetriebnahme von zwei 10-kW-Röhrensendern und drei 40-kW-Maschinensendern für Nachrichtendienste und dem Deutschlandsender I mit einer Leistung von 5 kW. Am 7. Januar 1926 begann das Programm der Deutschen Welle.

## Der Sender nach dem Zweiten Weltkrieg
Nach dem Zweiten Weltkrieg mussten alle Einrichtungen in Zeesen und zahlreiche Anlagen auf dem Funkerberg demontiert werden. Allerdings wurden auf dem Funkerberg auch einige neue Sender installiert, unter anderem ein 100-kW-Langwellensender, der im August 1946 in Betrieb ging und bis 1992 noch als Reserve für den Sender Zehlendorf diente.
Die französischen Besatzungstruppen hatten am 16. Dezember 1948 den Mast des Senders Tegel wegen Gefährdung des Flugverkehrs am neuen Flughafen Tegel sprengen lassen. Der unversehrte Mittelwellensender wurde von den sowjetischen Technikern nach Königs Wusterhausen geschafft und dort am 20. März 1949 in Betrieb genommen. Bis 1985 wurde das sowjetische Militärprogramm „Wolga“ ausgestrahlt.
1959 begannen die Arbeiten am Längstwellensender, die Inbetriebnahme der 20-kW-Stufe erfolgte 1961 und 1963 die Fertigstellung mit 70 kW Leistung.
Am 13. November 1972 stürzte der Mittelturm, der zusammen mit den weiterhin vorhandenen 210-Meter-Sendemasten eine T-Antenne trug, während des Orkantiefs Quimburga ein.

## Seit 1995 statt Sendebetrieb technisches Museum

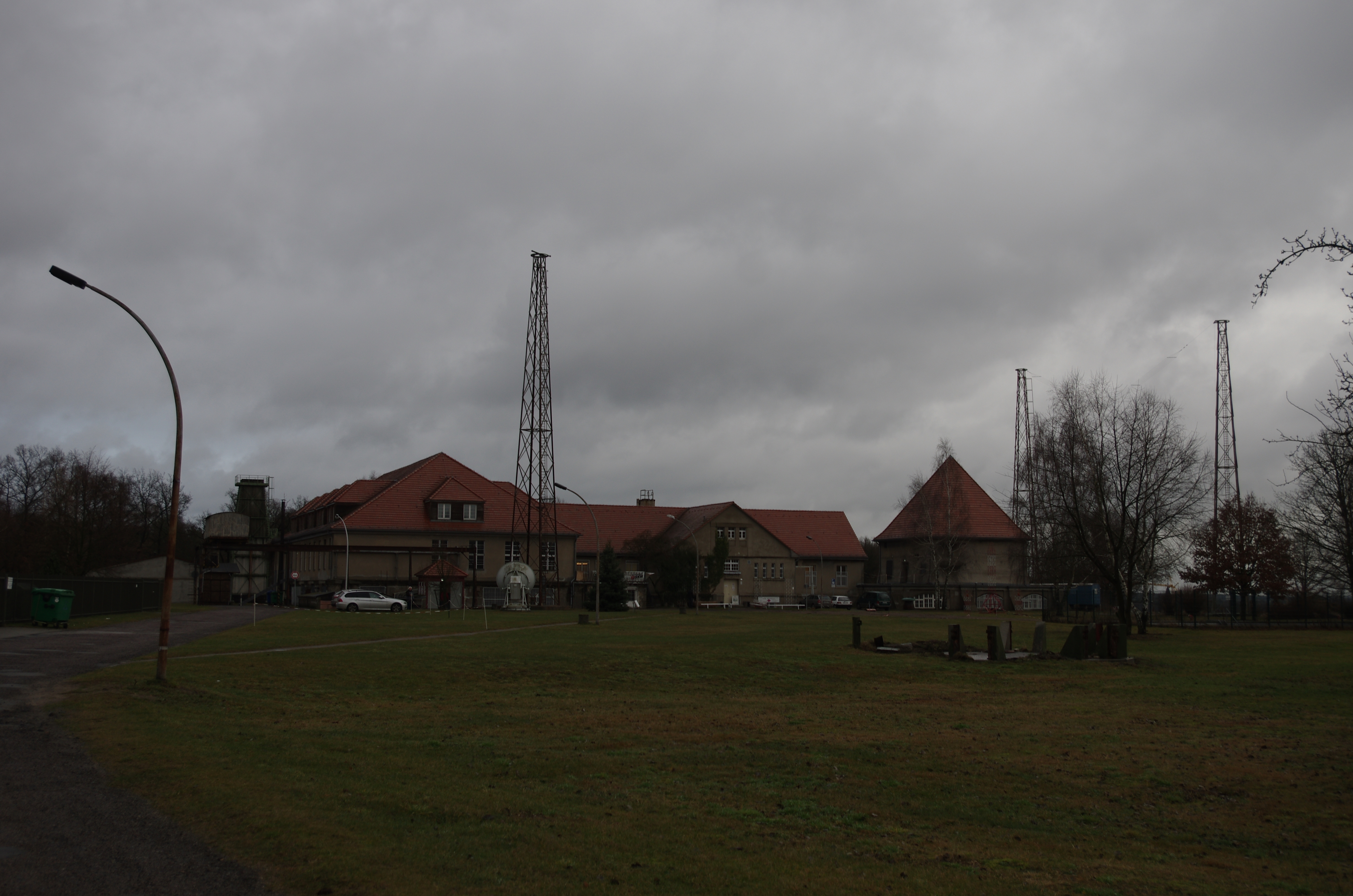
Museum mit den drei Kontertürmen

Nach der Wiedervereinigung wurde der Sendebetrieb nach und nach zurückgefahren. Seit den späten 1990er Jahren erfolgt regulärer Sendebetrieb nur noch von einem 67 Meter hohen Mobilfunkturm aus, der 1994 errichtet wurde. Ein 210 Meter hoher, mit zwei Langdrahtantennen ausgestatteter Sendemast ist inzwischen technisches Denkmal. Daneben existieren noch die drei sogenannten Kontertürme. Bei ihnen handelt es sich um drei identische Stahlfachwerktürme von 29 Metern Höhe. Sie wurden zur Zugentlastung der Einführung der Antennenzuleitung zum Senderhaus 1 konstruiert und ersetzten vier Holztürme, die dem gleichen Zweck dienten. Während der nördliche Konterturm heute keine Funktion mehr hat, tragen die beiden südlichen Kontertürme eine T-Antenne über die zu bestimmten Zeiten Sendungen auf der Mittelwellenfrequenz 810 kHz unter dem Namen „Welle 370“ abgestrahlt werden.
Ansonsten endete der reguläre Sendebetrieb von der Sendestation Königs Wusterhausen – mit Ausnahme des Mobilfunks und des Radioprogramms von „Sender KW“ auf der UKW-Frequenz 105,1 MHz mit 800 Watt ERP – im Sommer 1995. Die verbliebenen technischen Einrichtungen auf dem Funkerberg dienen als Sendermuseum Königs Wusterhausen. Der 210 Meter hohe Mast 17 auf dem Funkerberg wurde 2009 generalüberholt. Im Juli 2016 wurde die Weihnachtssendung von 1920 durch eine Plakette als technischer Meilenstein vom IEEE ausgezeichnet, wodurch die Anlage international an Bekanntheit gewann.